# Муларес (Франция)
Муларе́с (фр. Moularès, окс. Molarés) — коммуна во Франции, находится в регионе Юг — Пиренеи. Департамент — Тарн. Входит в состав кантона Кармо-1 Ле-Сегала. Округ коммуны — Альби.
Код INSEE коммуны — 81186.

## География
Коммуна расположена приблизительно в 540 км к югу от Парижа, в 90 км северо-восточнее Тулузы, в 20 км к северо-востоку от Альби.

## Климат
Климат умеренно-океанический. Зима мягкая и дождливая, лето жаркое с частыми грозами. Ветры довольно редки.

## Население
Население коммуны на 2010 год составляло 271 человек.
| 1962 | 1968 | 1975 | 1982 | 1990 | 1999 | 2010 |
| ---- | ---- | ---- | ---- | ---- | ---- | ---- |
| 510  | 462  | 395  | 345  | 305  | 281  | 271  |

## Экономика
В 2007 году среди 162 человек в трудоспособном возрасте (15—64 лет) 115 были экономически активными, 47 — неактивными (показатель активности — 71,0 %, в 1999 году было 64,6 %). Из 115 активных работали 108 человек (63 мужчины и 45 женщин), безработных было 7 (4 мужчины и 3 женщины). Среди 47 неактивных 12 человек были учениками или студентами, 25 — пенсионерами, 10 были неактивными по другим причинам.

## Достопримечательности
- Замок Путак
- Замок Вернье
- Статуя Богоматери в церкви Нотр-Дам-дю-Пюи